# 申盛媛
申 盛媛（シン ソンウォン、朝鮮語: 신성원、1973年 9月11日 〜 ）は、大韓民国の韓国放送公社 (KBS) 所属のアナウンサー。

## 学歴
- 1992年、恩光女子高等学校（朝鮮語版） 卒業
- 1996年、延世大学校 英語英文学科 学士

## 経歴
- 1997年 24期 KBS 公開採用のアナウンサー

## 担当番組

### ニュース
- KBSニュース 5 (ko:KBS 뉴스 (5))（KBS 1TV）
- KBS朝のニュースタイム (ko:KBS 아침 뉴스타임)（2020年 7月6日 〜 、KBS 2TV）